# The Great Atlantic and Pacific Tea Company

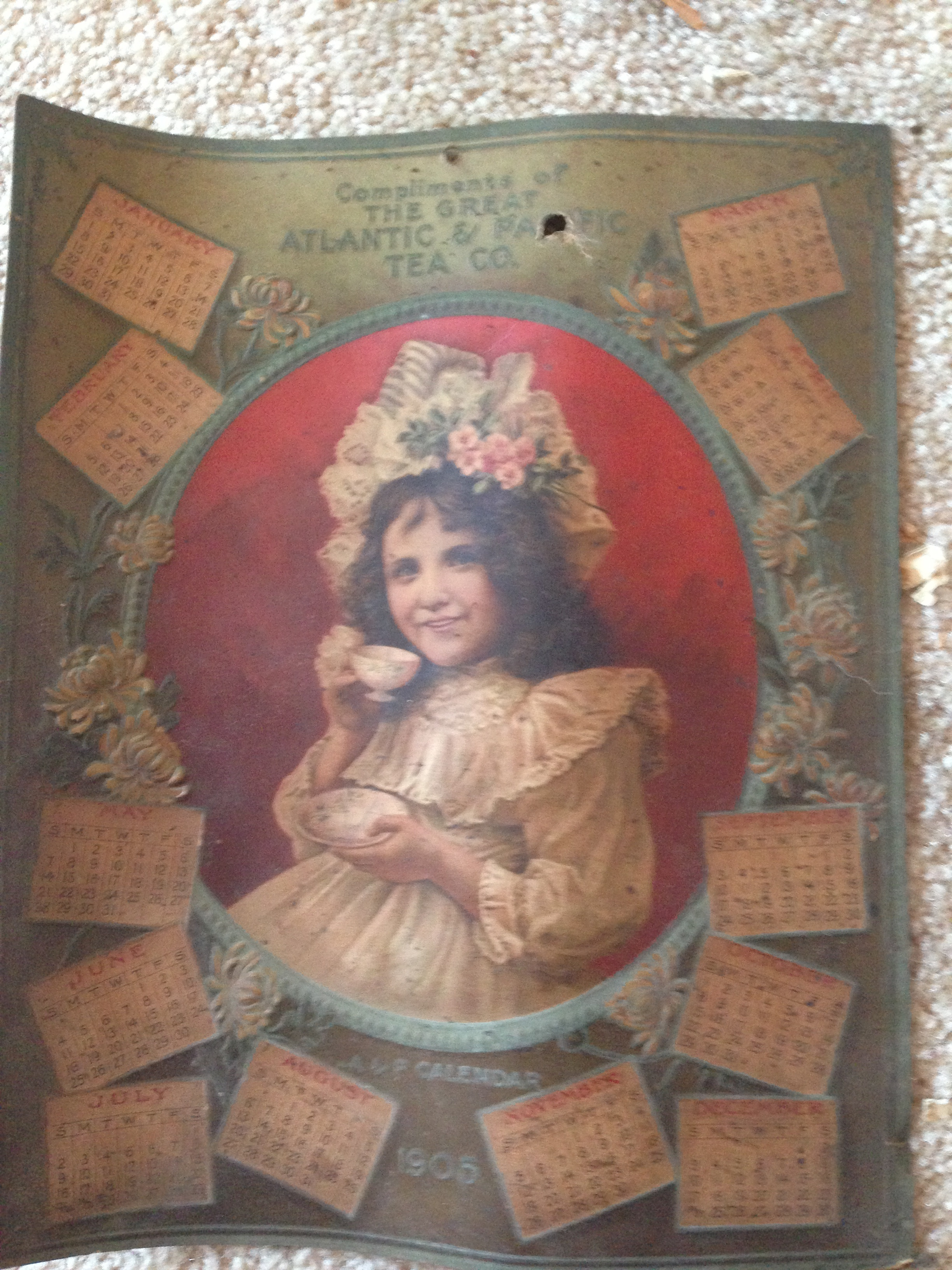
Es un almanaque original de esta compañía del año 1905

La compañía The Great Atlantic and Pacific Tea Company (denominada en español Gran Compañía Atlántica y Pacífica del Té), conocida como A&P, fue una cadena de licorerías y supermercados de los Estados Unidos. La compañía tuvo localizaciones en los estados de Connecticut, Nueva York, Nueva Jersey, Pensilvania, Delaware, Maryland, Luisiana, Misisipi, Míchigan, el Distrito de Columbia y Canadá.
La compañía fue fundada en el año 1859 como la Gran Compañía Americana de Té por George Huntington Hartford y George Gilman. Esta compañía se reagrupó en 1870, y en 1876 tenía sesenta y siete tiendas, aumentando a 1000 en 1915. Durante los años 20 y la década de los 30, la compañía dominó el mercado americano de la venta al por menor. En la década de los 30, A&P operaba aproximadamente 16 000 tiendas con una renta combinada de mil millones de dólares. La presión que imprime a sus suministradores le llevaron al paso de varias leyes antimonopolios que llegaron hasta el mismo Congreso de los Estados Unidos. 

## Actualidad
De 2010 a 2015, la compañía no fue de las más grandes dentro del sector de los minoristas en Estados Unidos, pero llegó a operar con una suma de 630 tiendas, 427 tiendas por su UN&la unidad de EE. UU. en nueve estados de EE. UU. (Connecticut, Nueva York, Nueva Jersey, Pensilvania, Delaware, Maryland, Luisiana, Misisipi, Míchigan) y el Distrito de Columbia. La compañía, que cotiza en la Bolsa de Nueva York, tuvo un volumen anual de ventas de casi $11 000 millones y emplea aproximadamente a 43 000 trabajadores. Su sede corporativa se localiza en Montvale, Nueva Jersey. A&P operó diez otras marcas de venta al por menor además de A&P, que incluyendo los supermercados convencionales, alimentación y las tiendas combinadas de alimentos y medicamentos y las tiendas de alimentos de descuento. 
Su presidente ejecutivo fue Christian W. E. Haub, un miembro de la familia que posee el Grupo Tengelmann de Alemania. El Grupo de Tengelmann compró de una vez la mayoría de las tiendas A&P en 1979. La compañía operó anteriormente 237 tiendas con su unidad de Canadá, en concreto en la provincia canadiense de Ontario. El 15 de agosto de 2005, la compañía completó su venta de las operaciones canadienses al Metro S. A., un detallista de abacería con sede en Montreal, la operación se cerró con $1,7 millones en efectivo y las acciones de Metro. En la actualidad ha anunciado también planes para desposeerse de sus operaciones de la zona Medio Oeste de EE. UU. A finales de 2008, la compañía tuvo menos de 395 stores en seis estados.

## Primera quiebra de Capítulo 11
En agosto de 2010, A&P anunció planes para cerrar 25 tiendas. Un mes después, siete tiendas fue viendo a Big Y. Sin embargo, la consolidación de operaciones no hay un efecto de la compañía. El 12 de diciembre de 2010, A&P declaró una quiebra de capítulo 11 con una deuda de $3.2 mil millones. Después de un plan de reorganización que fue desarrollado por Goldman Sachs en noviembre de 2011, la compañía surgió de la quiebra en 2012.

## Segunda quiebra de Capítulo 11 y liquidación
El 20 de julio de 2015, A&P declaró una quiebra de Capítulo 11 por la segunda vez y anunció planes para vender o cerrar todos sus supermercados. En el momento de la declaración de quiebra, la compañía tuvo 301 supermercados. La mayoría de los supermercados fue vendido a Albertsons (con 71 tiendas, con el nombre Acme Markets), Stop & Shop (con 25 tiendas), ShopRite (con 14 tiendas), y Key Food (con 23 tiendas). Algunos de los supermercados se fueron vendiendo a otras compañías o propietarios a través de las subastas. Sin embargo, 25 tiendas cerraron en agosto de 2015, y la compañía anunció que los supermercados cerraría en el otoño de 2015. Todos los supermercados cerraron entre el 1 de octubre y el 25 de noviembre de 2015. En agosto de 2016, las diecisiete licorerías (que cerraron en diciembre de 2015) se fueron subastadas a otras compañías.

## Literatura
- The Rise & Decline of the Great Atlantic & Pacific Tea company, Walsh, William I., Copyright 1986 Publisher Lyle Stuart
- That Wonderful A&P!, Hoyt, Edwin P., Copyright 1969, Hawthorn Books

- Datos: Q2166420
- Multimedia: The Great Atlantic & Pacific Tea Company / Q2166420